# Узи Наркис
Узи Наркис (хебр. עוזי נרקיס; Јерусалим, 6. јануар 1925 — Јерусалим, 17. децембар 1997) је био израелски војник и генерал, који се истакао током Шестодневног рата 1967. године.
Био је војно активан прије формирања Израела 1948. године, у борбама против британске колонијалне власти. Боравио је и ван Израела, а награђен је и Легијом части. Био је један је од израелских заповедника у рату 1967. Под својом командом је имао седам бригада, са којима је заузео је источни Јерусалим, што је хтио од настанка државе Израел.
Из Израелских одбрамбених снага повукао се 1968. године.